# Benediktinerinnenkloster Craon
Das Benediktinerinnenkloster Craon (auch: Monastère de l'Immaculée Conception) ist seit 1829 ein Kloster der Benediktinerinnen vom Heiligsten Sakrament in Craon, Département Mayenne, in Frankreich.

## Geschichte
Die Gründungsgeschichte des Klosters Craon ist aufs Engste mit der Adelsfamilie Cossé-Brissac verbunden.

### Odyssee der Adelsfamilie Cossé-Brissac
Die aus Craon (30 km südwestlich Laval) stammende in Versailles am Hof lebende hochadelige Familie Cossé-Brissac ging 1791 mit drei Kindern ins Exil nach Telgte und Münster, 1798 zu Ludwig XVIII. nach Mitau bei Riga und 1800 nach der Ausweisung durch Zar Paul wieder nach Münster. 1807 floh sie vor Napoleon wieder nach Riga, wo die inzwischen verwitwete Mutter in Zusammenarbeit mit dem Jesuiten Joseph Coincé (1764–1833) eine Mädchenschule leitete. Im März 1815 kehrte die Mutter mit zwei Töchtern nach Paris zurück, musste dann aber neuerlich vor Napoleon fliehen und zog sich nach Pontoise und schließlich nach Rouen zurück.

### Délie de Cossé-Brissac Priorin in Rouen
In Rouen trat im Juli 1815 die 28-jährige Tochter Délie (1787–1869), deren Erstkommunion 1801 in Telgte stattgefunden und die sich in Riga als Lehrerin bewährt hatte, in das Kloster der Benediktinerinnen vom Heiligsten Sakrament ein, wurde 1716 eingekleidet (Ordensname: Saint-Louis de Gonzague) und legte 1817 die Profess ab. 1826 wurde sie zur Oberin (Priorin) des Klosters gewählt.

### Das Kloster in Craon

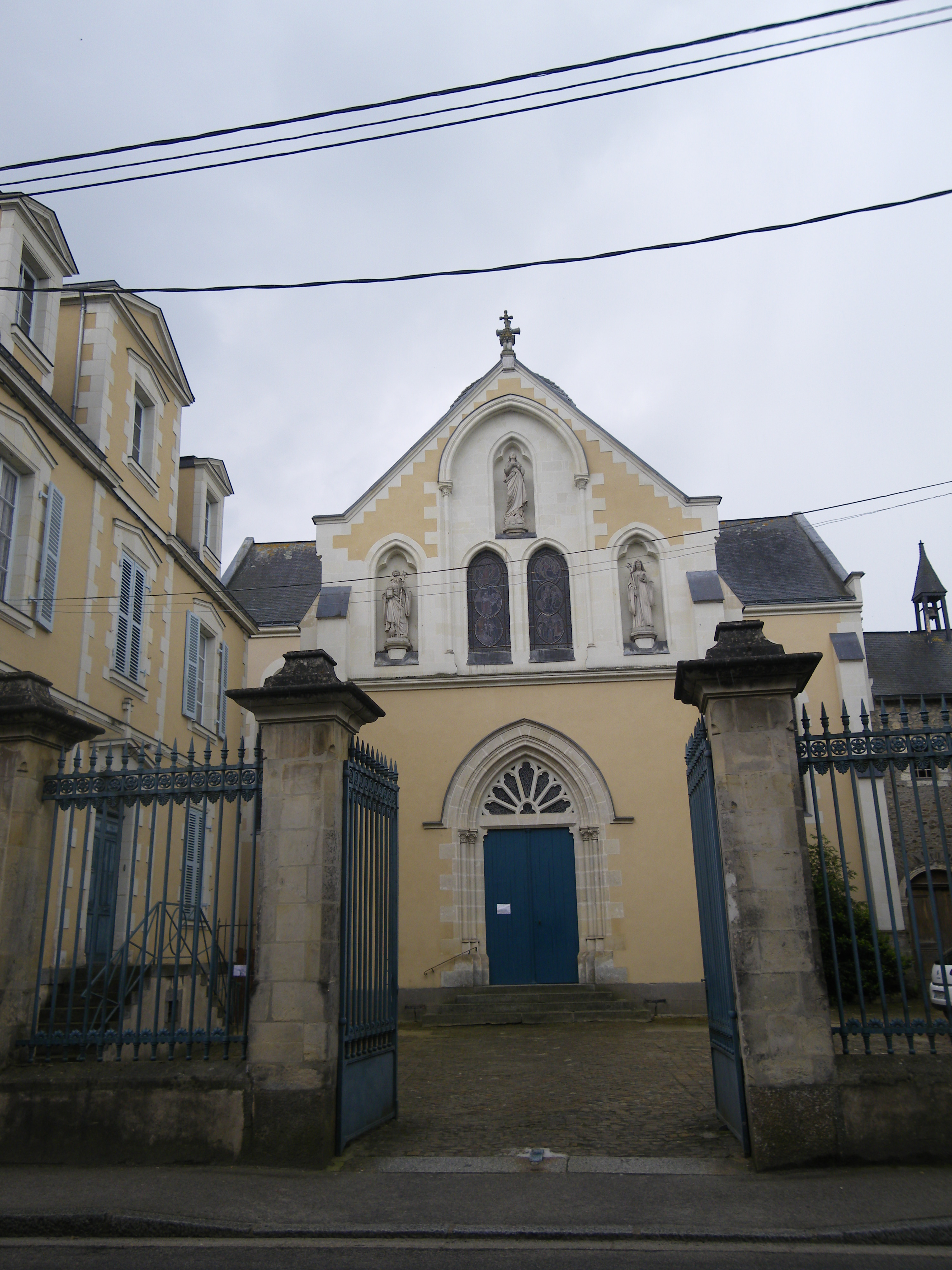
Kloster in Craon

1829 verzichtete die Priorin auf ihr Amt in Rouen und gründete mit wenigen Mitschwestern ein Tochterkloster in Craon, wo nach dem Tod der Mutter das Familienschloss verkauft und mit dem Erlös das ehemalige Dominikanerkloster erworben werden konnte, dies mit finanzieller Hilfe der Geschwister der Gründerin und mit Billigung der Bischöfe von Le Mans (Claude-Madeleine de La Myre-Mory 1819–1828 und Philippe-Marie-Thérèse-Guy Carron 1829–1833). Der Konvent gab sich den Namen Immaculée Conception de Marie (Unbefleckte Empfängnis). 1838 schloss er das Benediktinerinnenkloster Bourges an die Kongregation vom Heiligsten Sakrament an. Das Kloster baute 1857 eine Klosterkirche mit Kuppel. Die Tochtergründung in Rennes hatte nur von 1860 bis 1863 Bestand. Die Gründungspriorin starb 1869 im Alter von 82 Jahren. Seit 2007 ist das seit 1825 in Laval-Roquecezière zur Pilgerbetreuung angesiedelte Kloster Monastère Notre-Dame d'Orient an Craon angeschlossen und wird von dessen Priorin geleitet. Das Kloster Craon (in der Rue de la Libération 15), das von Paricia Menouha (* 1951) künstlerisch renoviert wurde, zählt heute rund 20 Schwestern.